# Арефьева, Анна Алексеевна
Анна Алексеевна Арефьева (род. 24 августа 1987) — российская актриса театра и кино, номинант премии «Золотой Софит» (2011, 2012, 2023). Выступает в театре-студии «Мастерская», в театре имени Андрея Миронова, в театре Приют комедианта.

## Биография
Родилась 24 августа 1987 года в Ленинграде.
Её семья связана со сценическим искусством. Мать Елена Ложкина — актриса театра и кино, заслуженная артистка Российской Федерации (1993), отец Алексей Арефьев — актёр театра и кино, дедушка Геннадий Ложкин — актёр театра и кино, заслуженный артист РСФСР, бабушка также актриса, тётя Ирина Соколова — актриса театра и кино, народная артистка РСФСР.
В 2010 году окончила Санкт-Петербургскую государственную академию театрального искусства.
Затем некоторое время выступала на сцене «Театра поколений» в постановке Д. Корогодского «Болезни молодости».
В 2011 году молодая артистка блеснула в театре в роли Веры в спектакле «Семейный портрет» (М. Горький). В этом же году она сыграла Джульетту в спектакле «Ромео и Джульетта».
В 2009 году Арефьева снялась в мелодраме «Одну тебя люблю», а в следующем году ей доверили первую главную роль в сериале «Слово женщине».
В качестве телевизионной актрисы участвовала в таких телепроектах, как «Формат А4», «Храни меня дождь», «Слово женщине», «Пятая группа крови», «Агент особого назначения 3», «Предатель», «Охотники за головами», «Узнай меня, если можешь», «Государственная защита, «Ад», «Берега моей мечты».
В 2013 году состоялся дебют Анны Арефьевой на большом экране. Она сыграла второстепенную роль Гали — жены Пашки в драме Дмитрия Тюрина «Жажда».
В октябре 2019 года актриса сыграла одну из главных ролей в спектакле по Эдмону Ростану «Сирано де Бержерак» театра «Мастерская», который поставил Александр Баргман.  За свою работу Анна была номинирована на премию «Золотой софит». В сезоне 2019-2020 постановка была удостоена наградами: «Лучшая работа режиссера», «Лучшая мужская роль», «Лучший спектакль на большой сцене».

## Фильмография
| Год  | Название                  |   | Роль                                 |
| ---- | ------------------------- | - | ------------------------------------ |
| 2007 | Гончие                    | с | Рождественская                       |
| 2008 | Храни меня дождь          | ф | Таня Полякова                        |
| 2008 | Литейный, 4               | с | Продавец кроватей                    |
| 2009 | Одну тебя люблю           | с | Полина, дочь Дуньки                  |
| 2010 | Государственная защита    | с | Карина                               |
| 2010 | Агент особого назначения  | с | Даша                                 |
| 2010 | Слово женщине             | с | Рита                                 |
| 2010 | Пятая группа крови        | с | Лариска, дочь Лены                   |
| 2011 | Возмездие                 | с | Карина, подружка Скорпиона           |
| 2011 | ППС                       | с | Маша Макарова, сержант               |
| 2011 | Формат А4                 | с | Вероника, сестра Алены               |
| 2012 | Предатель                 | с | Надя                                 |
| 2013 | Жажда                     | с | Галя (жена Пашки)                    |
| 2013 | Берега моей мечты         | с |                                      |
| 2013 | ППС, 2                    | с | Маша Макарова, сержант               |
| 2013 | Три мушкетера             | с |                                      |
| 2013 | Лекарство против страха   | с | Маша, сестра Максима Рождественского |
| 2013 | Время Синдбада            | с | Света, любовница Кондратьева         |
| 2013 | Розыскник                 | с | Маша                                 |
| 2013 | Ковбои                    | с | Рита, медсестра                      |
| 2014 | Охотники за головами      | с | Лиза                                 |
| 2014 | Узнай меня, если сможешь  | с | Света Войцеховская                   |
| 2014 | Григорий Р.               | с |                                      |
| 2014 | Игра с огнем              | с | Марина Богданова                     |
| 2014 | Храни её любовь           | с |                                      |
| 2014 | Сердце ангела             | с | Света Дятлова                        |
| 2014 | Небесный суд. Продолжение | с | Марина                               |
| 2014 | Нити любви                | с |                                      |
| 2015 | Офицерские жены           | с | Варя Козуб                           |
| 2015 | Инспектор Купер 2         | с | Люба Краснова                        |
| 2016 | Милицейская сага          | с | Светлана                             |
| 2016 | Кумир                     | с | Оля                                  |
| 2016 | Выйти замуж любой ценой   | с | Светлана, подруга Ирины              |
| 2017 | Жизнь, по слухам, одна    | с | Ниночка                              |
| 2017 | Лачуга должника           | с |                                      |
| 2017 | Безопасность              | с | Родионова Светлана                   |
| 2017 | Спасатель                 | с |                                      |
| 2018 | Гений                     | с | Полина Лоскутова                     |
| 2019 | Эксперт                   | с | Нина Величко                         |
| 2019 | Реализация                | с | Лена, жена Красавца                  |
| 2019 | Любовь по контракту       | с | Аня                                  |
| 2020 | Солнечные дни             | с | Светлана                             |
| 2021 | Хочу тебе верить          | с |                                      |
| 2023 | Блондинка                 | ф | Нина                                 |
| 2023 | Дурочка Надя              | с | Надя Круглова                        |
| 2023 | Одна тень на двоих        | с | Марта                                |
| 2024 | Любовь Советского союза   | с | Танька-телеграфистка                 |

## Награды и премии
Награды и премии актрисы:
- Номинант премии «Золотой Софит» за «Лучший актерский ансамбль» в спектакле «Ромео и Джульетта» (2011)
- Номинант Санкт-Петербургской театральной премии для молодых «Прорыв» за роль в спектакле «Семейный портрет», Театр «На Литейном» (2012)
- Номинант премии «Золотой Софит» за «Лучшую роль второго плана» в спектакле «Семейный портрет» (2012)
- Номинант премии за «Лучшую женскую роль» в спектакле «Сирано де Бержерак», театр «Мастерская» (2020)
- Лауреат премии «Прорыв» в номинации «Лучшая молодая актриса» за роль в спектакле «Сирано де Бержерак», театр «Мастерская» (2021)
- Номинант премии «Золотой Софит» за «Лучшую работу актрисы» в спектакле «Антигона», театр «Мастерская» (2023)